# Unleashed
För musikalbumet av Exilia, se Unleashed (musikalbum av Exilia).
Unleashed är ett death metal-band från Sverige, bildat i Stockholm 1989. Unleasheds typiska vikingatexter kombinerar forntida tradition och symbolik med nutid.

## Medlemmar
Nuvarande medlemmar
- Johnny Hedlund – basgitarr, sång (1989– ) (tidigare i Nihilist)
- Anders Schultz – trummor (1989– )
- Tomas Måsgard – rytmgitarr (1990– )[1]
- Fredrik Folkare – sologitarr (1995– )

Tidigare medlemmar
- Robert Sennebäck – sologitarr, sång (1989–1990)
- Fredrik Lindgren – sologitarr (1989–1995)

Turnerande medlemmar
- Jonas Tyskhagen – trummor (2006)

Bidragande musiker (studio)
- Johan Ljuslin – piano (2002)

## Diskografi
Demo
- 1990 – The Utter Dark
- 1990 – ....Revenge
- 1990 – Century Media Promo Tape

Studioalbum
- 1991 – Where No Life Dwells
- 1992 – Shadows in the Deep
- 1993 – Across the Open Sea
- 1995 – Victory
- 1997 – Warrior
- 2002 – Hell's Unleashed
- 2004 – Sworn Allegiance
- 2006 – Midvinterblot
- 2008 – Hammer Battalion
- 2010 – As Yggdrasil Trembles
- 2012 – Odalheim
- 2015 – Dawn of the Nine
- 2018 – The Hunt for White Christ

Livealbum
- 1993 – Live in Vienna '93
- 1996 – Eastern Blood - Hail To Poland

EP
- 1991 – And the Laughter Has Died
- 2018 – The Hunt for White Christ (EP & Rarities)

Singlar
- 1991 – "And the Laughter Has Died...."
- 2015 – "Where Is Your God Now?"

Samlingsalbum
- 2003 – ...And We Shall Triumph in Victory (6x12" vinyl box)
- 2008 – Viking Raids 1991-2004
- 2008 – Immortal Glory
- 2015 – The Utter Dark / ...Revenge

Annat
- 1991 – In the Eyes of Death (delad 12" vinyl: Unleashed / Asphyx / Tiamat / Loudblast / Grave)